# Юндинхэ
Юндинхэ (кит. упр. 永定河, пиньинь Yǒngdìng Hé, «река вечного спокойствия») — река в Северном Китае, один из семи крупнейших притоков реки Хайхэ. Крупнейшая река, протекающая через провинцию Хэбэй и территорию города центрального подчинения Пекин.
Река Юндинхэ образуется из слияния рек Санганьхэ и Янхэ, название Юндинхэ она получает после водохранилища Гуаньтин в уезде Хуайлай провинции Хэбэй. После водохранилища река преодолевает горы Гуаньтин, и в Мэньтоугоу вытекает на равнину. Далее она протекает через районы Фэнтай и Дасин, вновь попадает в провинцию Хэбэй, потом течёт по территории города центрального подчинения Тяньцзинь, и там впадает в реку Хайхэ. Оценки длины реки расходятся в зависимости от того, что считать её основным руслом до водохранилища Гуаньтин (и считать ли вообще), и колеблются от 650 до 747 км.
Река была известна своими сменами русла и наводнениями, из-за чего её называли Удинхэ («река не имеющая спокойствия»). У неё было как минимум три русла, проходивших через Пекин. В 1698 году по приказу императора, правившего под девизом «Канси», её берега были укреплены, и её нынешнее русло стало постоянным. С той поры река известна под названием Юндинхэ.
В 1189 году через реку был сооружён мост Лугоу, который позднее упомянул в своих записках венецианский путешественник Марко Поло.